# 미저리 (소설)

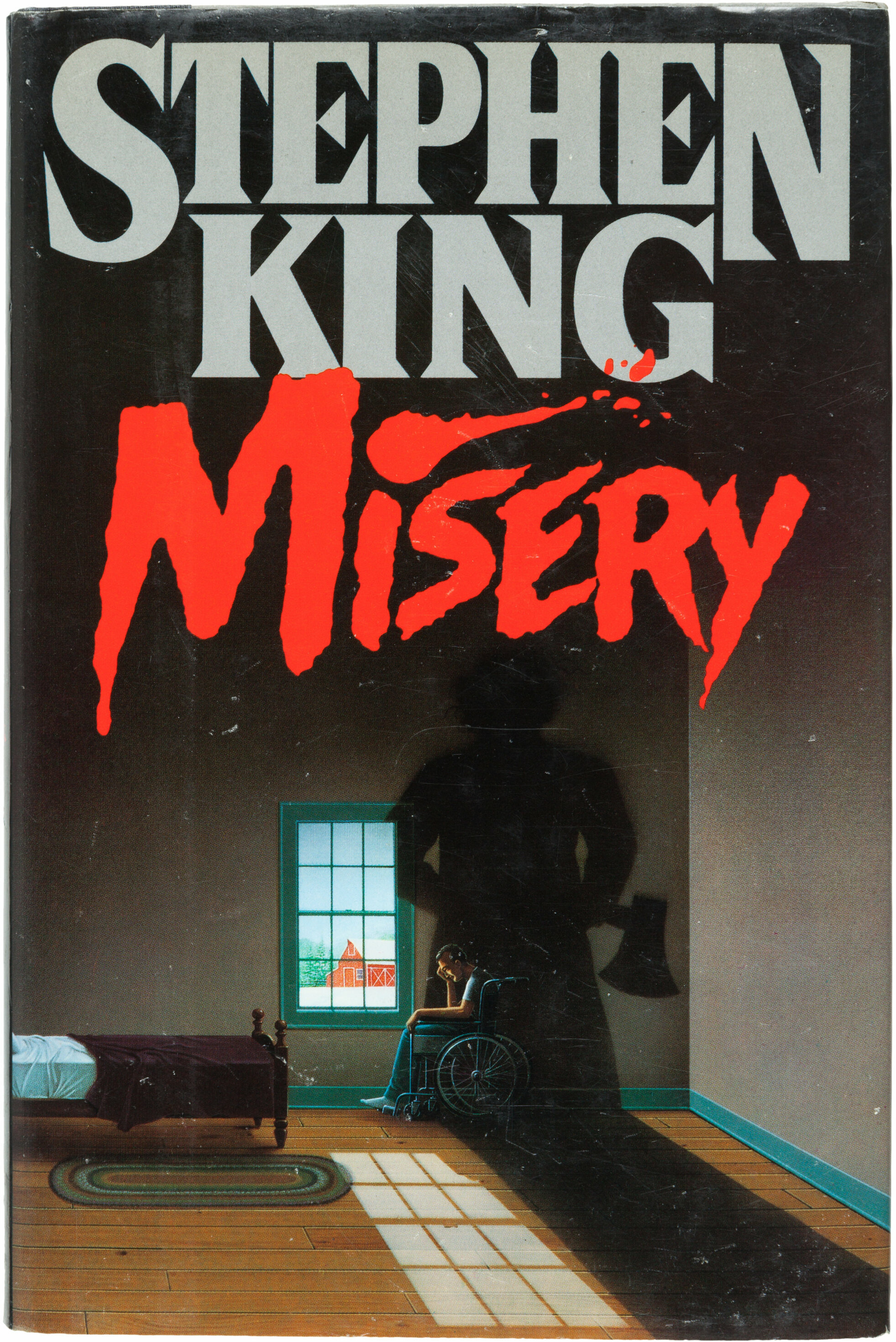

미저리(Misery)는 스티븐 킹이 1987년에 발표한 장편 소설이다. 1990년에는 영화화되어 애니 역의 캐시 베이츠가 아카데미 여우주연상을 수상했다.